# Elżbieta Międzik
Elżbieta Międzik, coniugata Mowlik (Cracovia, 5 giugno 1983), è un'ex cestista polacca.

## Carriera
Con la Polonia ha disputato tre edizioni dei Campionati europei (2005, 2011, 2015).